# Sweet Kisses
Albums de Jessica Simpson
Irresistible
(2001)
Singles
1. I Wanna Love You Forever
Sortie : 28 septembre 1999
2. Where You Are (feat. Nick Lachey)
Sortie : 2 janvier 2000
3. I Think I'M In Love With You
Sortie : 18 mai 2000

Sweet Kisses est le premier album de la chanteuse américaine Jessica Simpson, sorti le 23 novembre 1999. Les principaux thèmes de album sont l'amour, le romantisme mais aussi l'innocence et la virginité, sujets largement abordés dans le renouveau de la pop-teenage en fin des années 1990. Sweet Kisses est un succès aux États-Unis, étant certifié 2 fois disques de platine par la RIAA, s'érigeant à la 25e place du Billboard 200 et en se vendant à plus de 4 millions d'exemplaires dans le monde dont deux millions rien qu'aux États-Unis.
L'album génère trois singles : I Wanna Love You Forever, qui devient l'un des plus gros succès de la carrière de Jessica Simpson aux États-Unis, Where You Are en duo avec son futur-ex mari Nick Lachey, qui officie aussi de bande originale du film Un été sur Terre et I Think I'M In Love With You, titre pop, qui atteint la cinquième place du Billboard Top 40 Mainstream aux États-Unis. Ce titre étant un succès, est alors inclus dans le second disque de la bande originale de la série télévisée Dawson.
Le titre Final Heartbreak est inclus dans la bande originale du film Les Razmoket à Paris, le film, parue en 2000.

## Historique
Après avoir été recalée de l'émission Disney dès l'âge de 12 ans, Jessica enregistre alors en 1994, l'album "Jessica" mais elle a été licenciée lorsque le label a fait faillite. L'album "Jessica" n'est jamais officiellement sorti sauf lorsque sa grand-mère a fait pression sur un petit financement,. Le directeur du label Columbia Records, Tommy Mottola, a entendu l'album "Jessica" alors qu'elle avait 16 ans. Tommy a été impressionné par le talent de Jessica et signe donc un contrat avec le label. Elle arrête alors ses études mais elle obtient plus tard son diplôme,.
Jessica commence alors à travailler avec des producteurs tels que Louis Biancaniello, Robbie Nevel, Evan Rogers et Cory Rooney. Louis Biancaniello a travaillé avec Jessica sur trois chansons de son album : I Wanna Love You Forever, Where You Are et Heart of Innocence ; Cory Rooney a produit la chanson I Think I'M In Love With You qui est le troisième single de l'album. Elle a également travaillé avec les Destiny's Child.
Sur cet album, Jessica a collaboré avec Sam Watters qui a produit les singles I Wanna Love You Forever et Where You Are ainsi que le titre Heart of Innocence. Il a également coécrit la chanson I Wanna Love You Forever avec Louis Biancaniello. Carl Sturken et Evan Rogers ont produit les chansons I've Got My Eyes On You et Betcha She Don't Love You. Le label voulait que le premier album de Jessica soit différent du premier album de Britney Spears et celui de Christina Aguilera car ils étaient sexuellement osés, surtout les premiers singles des deux premiers albums. Pour l'album "Sweet Kisses", le label a décidé de faire de Jessica un "anti-sex appeal" afin qu'elle ne chante que des chansons qui parlent d'amour plutôt que de sexe. Ils considéraient alors le fait que Jessica soit toujours vierge comme une idée géniale, incitant alors les jeunes filles à la prendre comme exemple. Plus tard, elle révèle lors d'une interview qu'elle a l'intention de rester vierge jusqu'au mariage, ce qui augmente son taux de popularité auprès des jeunes filles.

## Composition
Les principaux thèmes de album sont l'amour, le romantisme mais aussi l'innocence et la virginité, sujets largement abordés dans le renouveau de la pop-teenage en fin des années 1990. Sur cet album, Jessica a collaboré avec Sam Watters qui a produit les singles "I Wanna Love You Forever" et "Where You Are" ainsi que le titre "Heart of Innocence". Il a également coécrit la chanson "I Wanna Love You Forever" avec Louis Biancaniello. Carl Sturken et Evan Rogers ont produit les chansons "I've Got My Eyes On You" et "Betcha She Don't Love You".
"I Wanna Love You Forever" a été écrit, composé et produit par Louis Biancaniello et Sam Watters. Le titre est une ballade sombre douce-amère, démontrant la puissance vocale de Jessica Simpson. Même si Biancaniello et Watters sont crédités conjointement pour écrire et composer la chanson, à l'heure actuelle, on ne sait pas exactement lequel des deux a écrit ses paroles et qui compose sa musique. Selon le livre de partitions publié par Hal Leonard Corporation Musicnotes.com, "I Wanna Love You Forever" est une chanson signature de temps commune, avec un taux de 132 battements par minute de battement. Elle situe la voix de Simpson en clé mineur avec  des nœuds tonales de B3 à F5 #. La chanson suit une séquence de base de l'I-II-IV-II-VV progression. "I Think I'M In Love With You", titre pop uptempo, a été écrit et réalisé par Cory Rooney et Dan Shea en 1998. Le titre a été enregistré à Lobo Recording Studios, Deer Park, Long Island et Hit Factory, New York et mixé par Mick Guzauski. Les chœurs ont été réalisés par Jennifer Karr et Chevis Harrell. La chanson est un titre Pop/Dance aux influences style Pop/Teenage de l'époque. La chanson a été considérée par de nombreux critiques comme une chanson très entraînante, agréable et estivale. Ce titre étant un succès, est alors inclus dans le second disque de la bande originale de la série télévisée Dawson. "Where You Are", ballade langoureuse, a été écrite et composée par Louis Biancaniello et Sam Watters, accompagnée de l'écriture de Adamantia Stamatopoulou et de Nick Lachey. La chanson est également le titre phare du film Un été sur Terre. "Heartbreak Final" est musicalement une piste pop uptempo, réalisé par Erik Foster White, qui utilise de l'auto-tune sur certaines parties de la chanson, afin de modifier la performance vocale de Simpson. Au niveau des paroles, la chanson traite d'un chagrin d'amour ainsi que de ces conséquences, en l’occurrence, une rupture. Ce titre est alors inclus dans la bande originale du film Les Razmoket à Paris, le film, parue en 2000. "Woman In Me", doté d' influences R&B en duo avec le groupe Destiny's Child, parle de la femme qu'elle souhaite devenir.
"I'Ve Got My Eyes On You" est une piste uptempo qui voit Simpson à chanter à un ton modérément faible à travers la chanson. Au niveau des paroles, la chanson parle de Jessica qui s'intéresse à un garçon. La chanson étant plus osée que le reste de l'album, est considéré comme similaire à celles interprétées par Britney Spears. "Betcha She Do not Love You" est une piste pop rock uptempo, qui dispose également d'influences de hip-hop et R&B. Les paroles de la chanson traitent de  Simpson en train d'essayer de convaincre un garçon qu'elle pourrait l'aimer plus que sa petite amie actuelle, comme personne ne pouvait l'aimer comme elle le fait. "My Wonderful" est une chanson d'amour, qui est modérément rythmée à travers les versets, bien que lente au niveau du chœur sur les refrains. La chanson dévoile Simpson qui parle de combien elle aime son petit ami, et comment il doit avoir été «envoyé d'en haut juste pour [lui]». "Sweet Kisses", chanson-titre de l'album, est une chanson d'amour semblable à la précédente. Elle est composée d'une guitare acoustique sur un tonalité R&B. La chanson dévoile d'une manière lyrique comment Simpson aime les "doux baisers" de son petit ami et dont la manière qui la font transporter. "Your Faith In Me" est une ballade pop aux influences gospel, traite de la foi que les gens en eus en elle. "Heart of Innocence", piste qui clôture de l'album, est une ballade qui parle de la virginité comme un cadeau qu'elle attend, patiemment, pour donner «l'un» (par exemple, son âme sœur) quand elle est destinée à le rencontrer.

## Singles
Le 28 septembre 1999, Jessica sort son premier single intitulé I Wanna Love You Forever, qui fut placé en troisième place au Top 10 du Billboard Hot 100. Le single a été certifié platine par la RIAA moins de trois mois après sa sortie. En dehors des États-Unis, le single a eu du succès et fut en tête des charts en Europe, Australie et Canada,,,. I Wanna Love You Forever devient l'un des plus gros succès de la carrière de Jessica Simpson aux États-Unis. Le vidéoclip qui accompagne la chanson, est réalisé par Bille Woodruff. Il y démontre des scènes alternant Jessica en train de chanter derrière un avion rouge, Jessica en train de chanter derrière des tournesols et Jessica en train de se faire photographier pendant qu'elle chante.
Jessica Simpson I Wanna Love You Forever vidéo officielle Youtube.com
Le 2 janvier 2000, elle délivre un second single Where You Are, en duo avec  Nick Lachey, qui s"'érige à la 62e place du Billboard Hot 100 et atteint la 22e position du Billboard Us Pop Songs. De par ses paroles sentimentalitses, ce titre est alors inclus dans la bande originale du film Un été sur Terre. Le vidéoclip qui illustre la chanson est réalisé par Kevin Bray.
Il y montre Jessica et Nick en train de chanter devant un carrousel alternant avec des scènes du film Un été sur Terre. Jessica Simpson & Nick Lachey Where You Are vidéo officielle Youtube.com
Le 18 mai 2000, elle publie un troisième extrait dénommé I Think I'M In Love With You, chanson pop/teenage, qui atteint la cinquième place du Billboard Top 40 Mainstream aux États-Unis. Le single fut placé à la 25e place dans le Billboard Hot 100. La vidéo qui représente la chanson, est réalisée par Nigel Dick. Elle y dévoile Jessica en train de chanter et accompagnée de ses amies à une fête foraine. Ce titre étant un succès, est alors inclus dans le second disque de la bande originale de la série télévisée Dawson. Jessica Simpson I Think I'M In Love With You vidéo officielle Youtube.com

## Performance commerciale
Initialement, l'album débute en 65e place au Billboard 200, se vendant  à 65.000 exemplaires lors de sa première semaine, significativement plus faible que prévu par Columbia Records, que le premier single de l'album, qui a culminé à la troisième place au Billboard Hot 100. La semaine suivante, Sweet Kisses chute à la 70e place et continue vers le bas les semaines suivantes. Pour stimuler les ventes de disques, le label publie un second single "Where You Are", mais celui-ci, n'arrive pas à atteindre le succès de son prédécesseur "I Wanna Love You Forever". Alors que Sweet Kisses se maintient dans le top 60 pendant plusieurs semaines, le label décide de faire une dernière tentative pour lancer le troisième single de l'album. "I Think I'M In Love With You", publié en juillet 2000, devient instantanément un hit sur les stations de radio et contribue à augmenter les ventes de l'album, en atteignant la 25e meilleure position le 25 aout 2000. Au total, l'album se classe pendant 62 semaines. L'album a été certifié deux fois disques de platine par la RIAA. L'album se vend à 2 millions d'exemplaires aux États-Unis. Dans les territoires en dehors des États-Unis, l'album a un effet graphique similaire. Au Canada, Sweet Kisses atteint la 34e position au Billboard 200 et a été certifié platine par la CRIA. En Europe, l'opus obtient une meilleure performance, culminant ainsi au quatrième rang en Norvège et est certifié disque d'or pour la vente de 15.000 exemplaires. En Suède, l'album débute à la 55e place, quant à la Suisse, il culmine au cinquième rang tout comme plus tard en Suède où il atteindra la même position. C'est alors le seul album de Simpson à entrer dans le Top 5 en Suède. Au Japon, l'album débute à la seizième place du classement albums, ce qui en fait son unique album à ce jour à être classer dans le Top 20 au Japon. Au Royaume-Uni, où les singles ont été accueillies avec une grande performance commerciale, l'album a débuté à la 36e place. C'est l'un des opus de Jessica Simpson les plus vendus dans le pays, à égalité avec son album In This Skin, paru en 2003. En Australie, l'album débute au 52e rang et a généré deux Top 10 hits dans le pays. Au total, Sweet Kisses s'est vendu à 4 millions d'exemplaires dans le monde entier.

## Liste des titres et formats
| 1.  | I Wanna Love You Forever                | Louis Biancaniello, Sam Watters | 4:24 |
| 2.  | I Think I'M In Love With You            | Cory Rooney, Dan Shea           | 3:18 |
| 3.  | Where You Are (featuring Nick Lachey)   | Louis Biancaniello, Sam Watters | 4:32 |
| 4.  | Final Heartbreak                        | Eric Foster White               | 3:40 |
| 5.  | Woman in Me (featuring Destiny's Child) | Robbie Nevil                    | 3:51 |
| 6.  | I've Got My Eyes on You                 | Carl Sturken, Evan Rogers       | 3:34 |
| 7.  | Betcha She Don't Love You               | Carl Sturken, Evan Rogers       | 4:13 |
| 8.  | My Wonderful                            | London Jones                    | 4:13 |
| 9.  | Sweet Kisses                            | Andy Goldmark, Jamie Houston    | 3:23 |
| 10. | Your Faith in Me                        | Dane DeViller, Sean Hosein      | 4:24 |
| 11. | Heart of Innocence                      | Louis Biancaniello, Sam Watters | 4:55 |

| 12. | Did You Ever Love Somebody |  | 3:54 |

| 13. | I Can, I Will               | Robbie Nevil, Jamie Houston | 4:28 |
| 14. | You Don't Know What Love Is | Carl Sturken, Evan Rogers   | 4:21 |

## Classement hebdomadaire
| Year | Chart              | Position |
| ---- | ------------------ | -------- |
| 1999 | U.S. Billboard 200 | 25       |
| 2000 | Australie          | 52       |
| 2000 | Autriche           | 43       |
| 2000 | Belgique           | 45       |
| 2000 | Canada             | 34       |
| 2000 | Pays-Bas           | 55       |
| 2000 | Finlande           | 40       |
| 2000 | Japon              | 16       |
| 2000 | Norvège            | 4        |
| 2000 | Suède              | 55       |
| 2000 | Suisse             | 5        |
| 2000 | Royaume-Uni        | 36       |

### Fin de classement
| Chart (2000)     | Position |
| ---------------- | -------- |
| US Billboard 200 | 51       |

## Personnel
- Jessica Simpson : chant, chœur
- Anas Allaf : guitare
- Louis Biancaniello : claviste
- Chris Camozzi : guitare
- Graeme Coleman : piano
- Destiny's Child : chœur
- Dave Deviller : guitare acoustique
- Sherree Ford:Payne : chœur
- Andy Goldmark : claviste
- Tania Hancheroff : chœur
- Tim Hientz : claviste
- Simon Isherwood : chef d'orchestre
- London Jones : claviste, chœur
- Nick Lachey : chant
- Gordon Maxwell : chœur
- Robbie Nevil : guitare
- Notre Dame Gospel Choir
- Dan Petty : guitare acoustique, guitare électrique
- Evan Rogers : chœur
- Jill Seifers : chœur
- Dwight Sills : guitare
- Beverley Staunton : chœur
- Carl Sturken : divers instruments
- Michael Thompson : guitare
- Sam Watters : chœur
- Eric Foster White : claviste

## Production
- Producteurs : Louis Biancaniello, Dave Deviller, Andy Goldmark, Dan Shea, Jamie Houston, London Jones, Robbie Nevil, Evan Rogers, Corey Rooney, Carl Sturken, Sam Watters, Eric Foster White
- Ingénieurs : Steve George, Andy Goldmark, Scott Gutierrez, Al Hemberger, Ben Holt, Martin Horenburg, Hank Linderman, Glen Marchese, Tim "Flash" Mariner, Michael "Wolf" Reaves, Steve Smith, Paul Wagner, Eric Foster White, Rob Williams
- Assistant ingénieurs : Jeff Gregory, Matt Martiensson, Ronnie Rivera, Jose Sanchez, Manelich Sotolong
- Mixeurs : Mick Guzauski, Tony Maserati
- Assistants mixeurs : Tom Bender, Jeff Gregory, Ben Holt, Ethan Schofer
- Éditeurs : Jack Kugell
- Production coordination : Kim Gorham, Collen Reynolds
- Production coordination assistant : Andrea Derby
- Programmeurs : Louis Biancaniello, Dan Shea, Dave Deviller, London Jones, Eric Foster White
- Drum programmeurs : Iki Levy
- Arrangeur: Dave Deviller
- Arrangements cordes : Graeme Coleman
- Direction artistique : Ron Jaramillo
- Design : Ron Jaramillo
- Photographie : Alberto Tolot
- Styliste : Rac     hel Zoe
- Coiffeur : Ken Paves
- Maquillage : Francesca Tolot